# Matthias Weckmann
Matthias Weckmann či Weckman (asi 1616 – 24. února 1674, Niederdorla) byl severoněmecký barokní hudební skladatel.

## Život
Matthias Weckmann se narodil v durynské obci Niederdorla. Hudbu studoval nejdříve pod vedením Heinricha Schütze v Drážďanech, kde byl sboristou u saského kurfiřtského dvora, a poté v Hamburku u slavného varhaníka Jacoba Praetoria v kostele sv. Petra.
U Schütze, který na svých italských cestách poznal Giovanni Gabrieliho a Claudia Monteverdiho, se mladý Weckmann seznámil s technikami koncertantní, polychorální i monodické hudby. V Hamburku poznal přes Sweelinckovy žáky, kteří se zde usadili, styl severoněmecké varhanní školy.
Roku 1637 Weckmann doprovázel Schütze na cestě do Dánska, v letech 1638 až 1642 pak působil jako dvorní varhaník v Drážďanech a vrátil se na několik let opět do Dánska a zde setrval do roku 1647. Během svého posledního pobytu v Drážďanech v letech 1649 až 1655 poznal na kurfiřtem organizované hudební soutěži skladatele a virtuosa hry na klávesové nástroje Johanna Jakoba Frobergera. Oba umělci se spřátelili a od té doby byli v korespondenčním styku. Roku 1655 Weckmann zvítězil v konkursu na místo varhaníka kostela sv. Jakuba v Hamburku a v tomto městě pak setrval až do konce života a zde i zemřel. Založil zde slavnou kapelu Collegium Musicum a hamburská léta byla nejproduktivnějším obdobím jeho života.

## Dílo
Weckmann komponoval pro varhany, zejména chorální variace a předehry, dále pro cembalo, různé komorní sonáty i orchestrální hudbu a vokální sakrální skladby. Stylisticky navazoval na Schütze, jeho díla pokračují v trendu rostoucího chromatismu a kontrapunktické i motivické složitosti. V tomto ohledu se jeho dílo odlišuje od dobové tendence k jednoduchosti.